# Halofiták

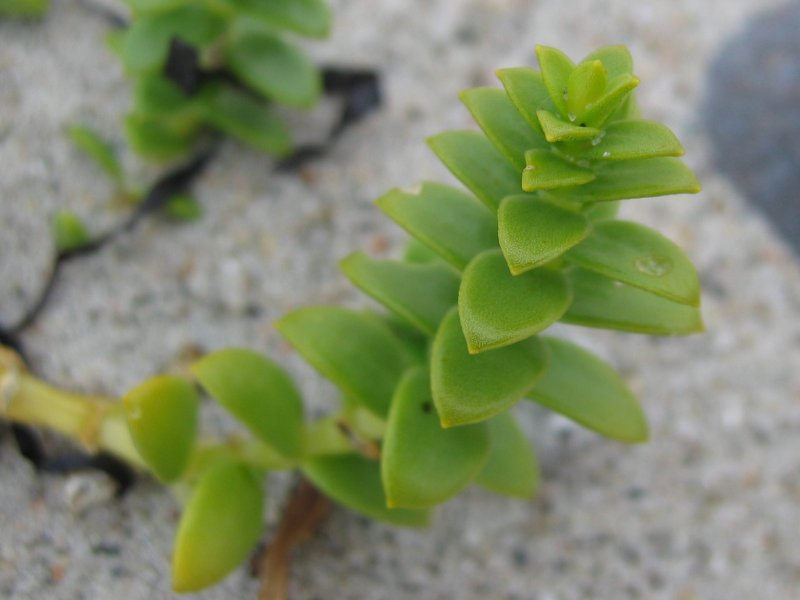
Honckenya peploides

A halofita növények a virágos növények olyan elkülönült ökológiai csoportját jelölik, melyek az élőhelyükön megemelkedett sókoncentrációkhoz alkalmazkodtak és ezen feltételek mellett tudnak szaporodni, fennmaradni.
A halofiták számos területet meghódítottak függetlenül a szélességi köröktől, legyen az száraz vagy elöntött élőhely; gyakran fordulnak elő tengerek és sós tavak környékén. A még kevéssé kutatott mechanizmusaik meglehetősen változatosak, melyek révén alkalmazkodni és fotoszintetizálni tudnak ezeken az élőhelyeken. Néhány halofita (az obligát halofiták) esetében a sótartalom serkentően hat a növekedésükre, más halofiták növekedését viszont nem befolyásolja a só. Utóbbiak sómentes talajokon jobban fejlődnek, de innen más konkurens fajok hamar kiszorítják őket és csak magas sótartalmú talajokon tudnak megmaradni.

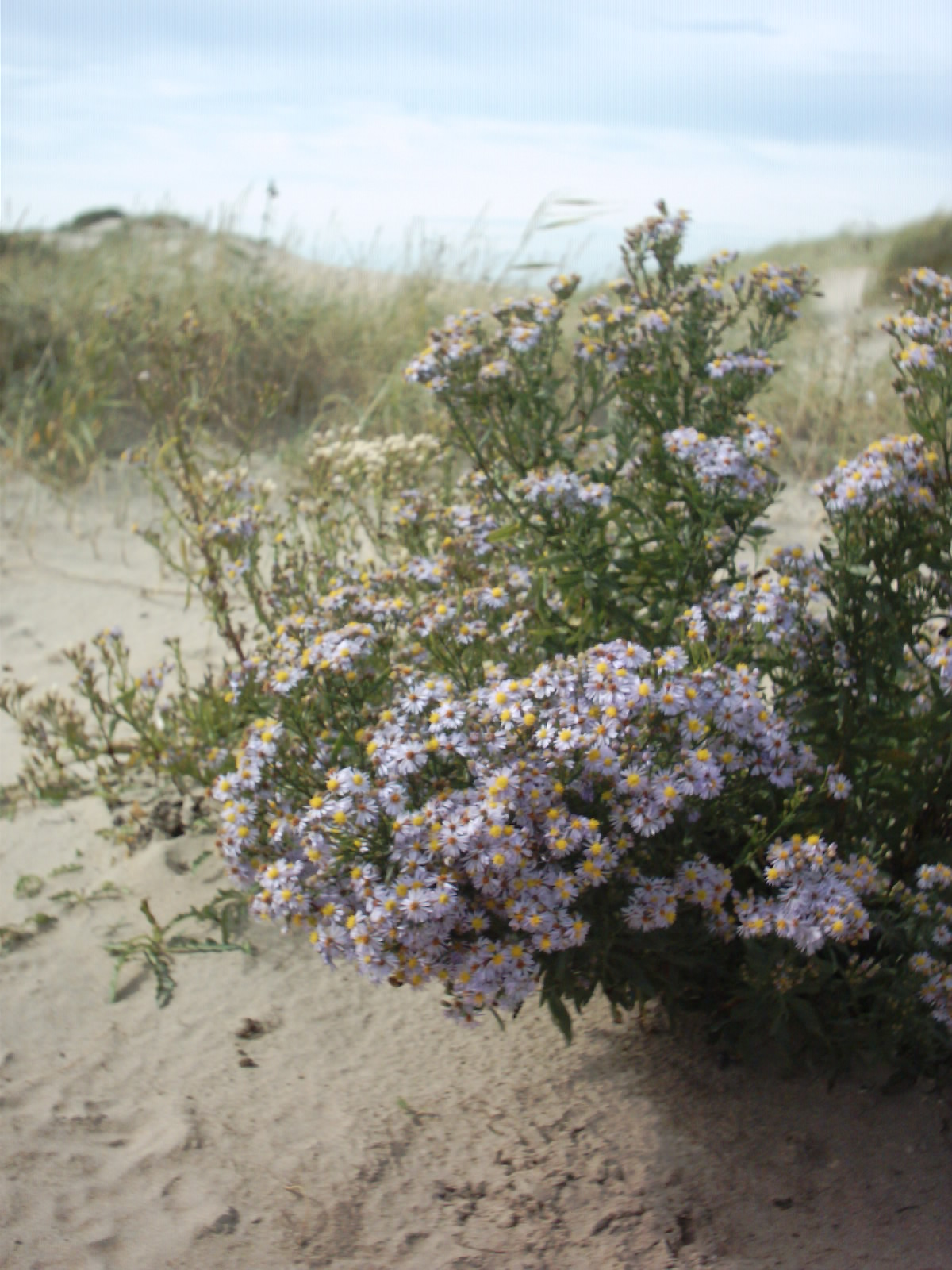
Sziki őszirózsa (Aster tripolium) egy homokdűnén

## Definíciók
A halofiták meghatározására több definíció is létezik. Egyik kritérium, hogy a növény legalább 0,5‰-es sótartalmú talajon fejlődjön. Ezt az értéket könnyű meghatározni, a növény számára mégis fontosabb a talajvíz só- illetve ionkoncentrációja. Jennings (1976) egyszerűen a sótartalmú élőhelyek flóráját nevezi halofitáknak. Warming (1909), aki először használta a halofita fogalmát, a következőket írja: „mielőtt létrejönne egy halofita vegetáció, jelen kell lennie egy bizonyos sótartalomnak; úgy tűnik, a só milyenje nincs jelentőséggel.” Mann et al. (1983) a következőképpen határozták meg a halofita élőhelyeket: „[…] 3,3 bar ozmotikus nyomású sós vizet tartalmaznak,”, ami 70 mM monovalens koncentrációjú sónak felel meg.
Azon növényeket, melyek a konkurens növények kiiktatása esetén sem élnek meg sótartalmú talajokon glykofitának nevezik. Ez a kifejezés az „édesvíz” szóból ered és valójában csupán a német nyelvben tudott eddig gyökeret verni. Más elnevezések erre a jelenségre a halofób növény vagy egyszerűen nem halofita.
Sótűrő élőlényeket már eleve halofitának titulálnak, melyek az evolúció során már olyan sórezisztenciát fejlesztettek ki, hogy annak hiányában már nem is tudnának megmaradni. Ez a sórezisztencia egymástól függetlenül többször is kialakult, annak ellenére van ez így, hogy mindössze csak néhány növénynemzetségbe és családba vannak zsúfolva ezek a növények.
A felsőbbrendű növények közül csak a zárvatermők körében vannak halofiták. Nagyjából 1500 halofita növény létezik. Családok, melyek közül nagy számban kerülnek ki halofita képviselők a libatopfélék (Chenopodiaceae), kristályvirágfélék (Aizoaceae), Frankeniaceae, kékgyökérfélék (Plumbaginaceae). A mangrove élőhelyein a mangrovefafélék (Rhizophoraceae), füzényfélék (Lythraceae), Avicennioideae, az akantuszfélék (Acanthaceae), Combretaceae és gyantafafélék (Myrsinaceae) családjain belül.
Németországban 54 halofita növényfaj fordul elő. Ehhez még hozzájönnek átmeneti alakok és köztes fajok, melyek csak ritkán tudnak sótoleranciát kifejleszteni, vagy a litorális fajok pl. homoknád (Ammophila arenaria) és kontinentális fajok pl. siskanád (Calamagrostis epigeios) keverékei.

## Sótűrés szerinti kategorizálás
Obligát halofiták
Az obligát (= kötelező, szokásos) halofiták szorosan kötődnek a sótartalmú környezetükhöz. Egy bizonyos sókoncentráció alatt ezek a növények ki sem tudnának csírázni és fejlődni, annyira alkalmazkodtak már az ilyen környezethez. Az obligát halofiták sótűrése ennek megfelelően nagyon nagy, még akkor is fennmaradnak, ha a sós víz rendszeresen elönti termőhelyüket. Obligát halofita nemzetségek:
- sziksófű (Salicornia),
- Juncus,
- sóballa (Suaeda), Spartina.

Fakultatív halofiták

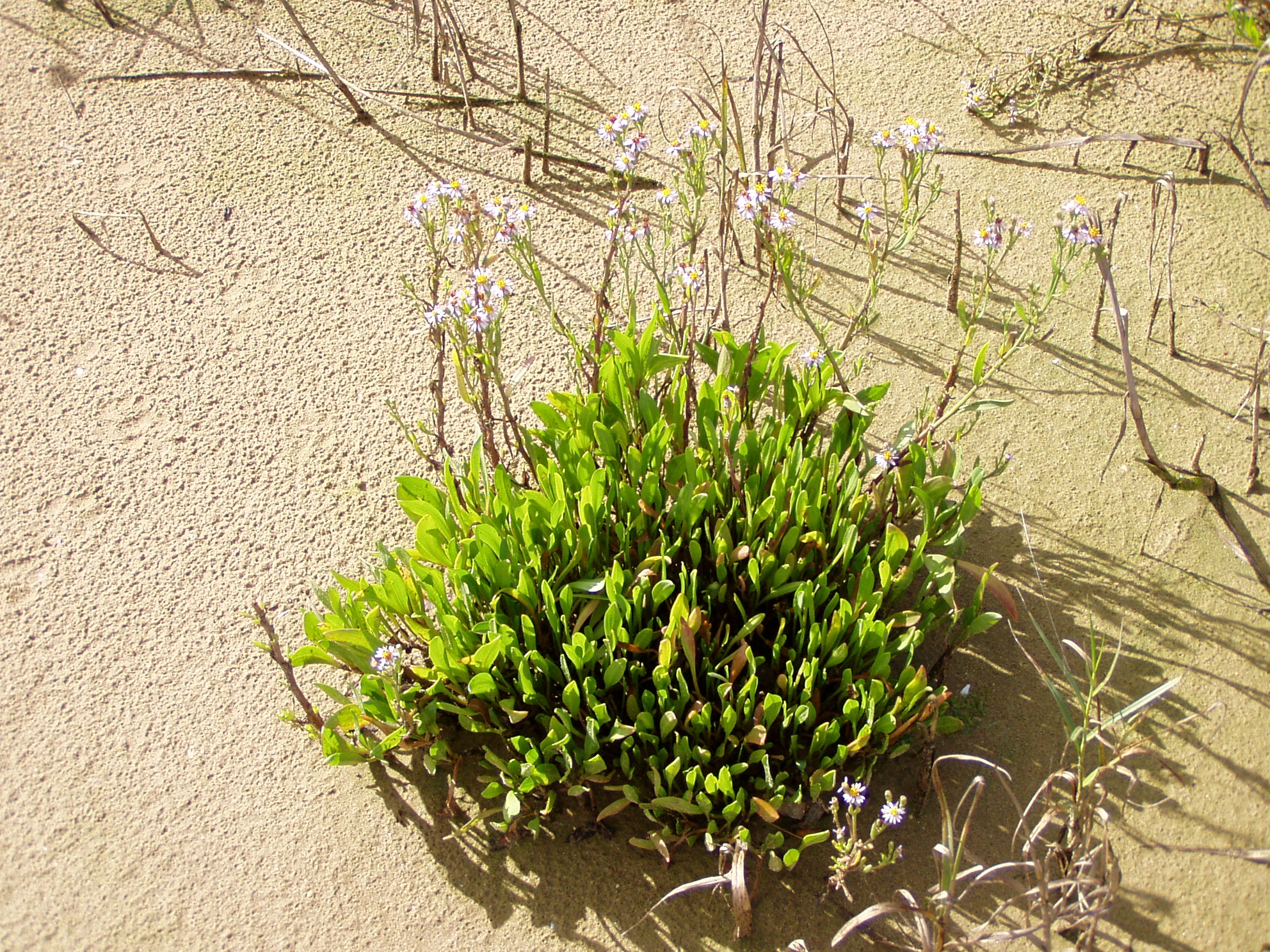
A keskenylevelű sóvirág (Limonium angustifolium) a fakultatív halofitákhoz tartozik..

A fakultatív (= választható) halofiták meg tudnak élni a sótartalmú talajokon, de nem kötődnek azokhoz. Egyes képviselőik:
- libapimpó (Potentilla anserina),
- sziki őszirózsa (Aster tripolium ssp. pannonicum),
- sziki útifű (Plantago maritima),
- sziki üröm (Artemisia maritima)

tengerek mellékén is előfordulhatnak, de életfeltételeik optimumát a túlnyomórészt sómentes vagy nagyon kis sótartalmú talajokon érik el. Mivel azonban az ilyen élőhelyeken más konkurens növényekbe ütköznek, rendszerint alulmaradnak az „édesvízi” növényekkel szemben. Utóbbiak jobban alkalmazkodtak a miliőjükhöz és gyorsabban szaporodnak, ezért az obligát halofiták az enyhén sós talajokra kényszerülnek, ahova a konkurens fajok már nem követik őket. A fakultatív halofiták szűkebb sótoleranciája az obligát halofitákénál kisebb.
Indifferens halofiták
Az indifferens halofiták egy átmeneti formát képeznek az „édesvízi” növények felé, és többnyire sómentes területeken találhatóak. Az ő toleranciatartományuk meglehetősen szűk, de még boldogulni tudnak olyan talajokon, melyeken kimutatható egy sekély sókoncentráció. Ilyen esetekben megváltozik a növény habitusa és eltér az általános megjelenési formájától. A csapat képviselői a következők: vörös csenkesz (Festuca rubra), tarackos tippan (Agrostis stolonifera), varangyszittyó (Juncus bufonius), kúszó boglárka (Ranunculus repens), varjúháj (Sedum).

## Sóhatás eredete szerinti osztályozás
A só eltérő irányból hathat a növényre. A levegő útján (aerohalin), víz útján (hydrohalin) és talajon keresztül. A két utóbbi erősen ütköznek egymással, így gyakran a hydroterrikus halin gyűjtőfogalmat használják.
Levegőn keresztül

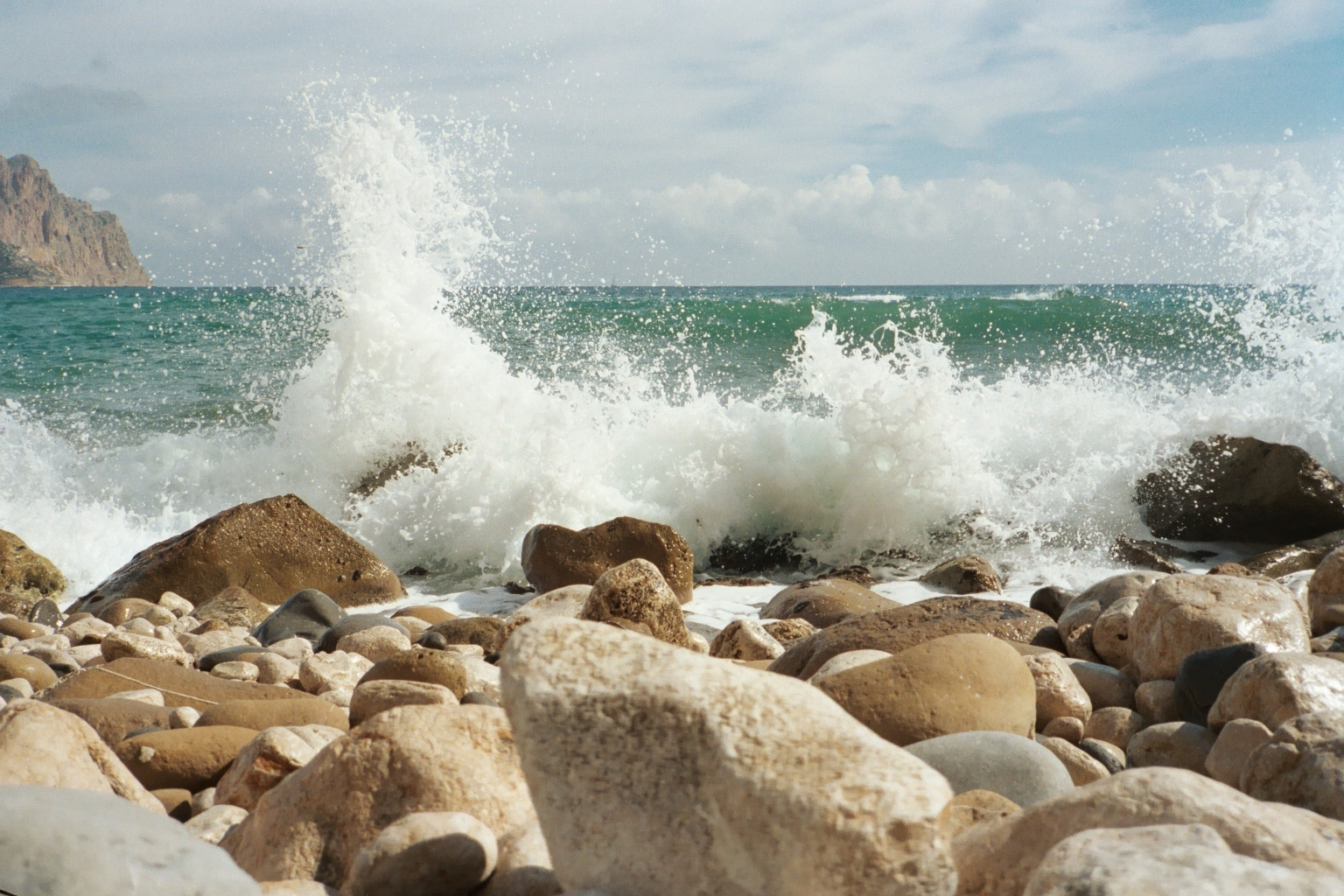
Hullámverés a parton.

Erős hullámok hatására az óceánokból diszperziós folyamat útján kicsi cseppecskék szabadulnak fel és kerülnek a levegőbe. A turbulencia hatására egy jelentős rész feljut a határfelületre, ahol részben felszáradhatnak. Az ilyen módon létrejött aeroszolokat tengersó aeroszoloknak nevezik és a levegő sókoncentrációja révén fejti ki hatását a növényen és a tengermelléki területeken. Így a levegő és a víz sótartalma között szoros kapcsolat áll fenn. A levegőn keresztüli sót hasznosító növények a tengerparti és a kontinentális területek között tenyésznek és a sót csaknem kizárólag a levélfelületen keresztül veszik fel. Így lehet az, hogy a széllel szembeni levélfelület tízszer is magasabb sóértékeket mutathat, mint a széllel szemben védett levelek. A sárga szarumák (Glaucium flavum) például a levegő sóporával és a sós vizű harmattal szemben ellenálló, de a talajban lévő sót nem viseli el.
A sólepárló medencék környékén is számos növényfaj található, ahol a medencékben valóságos sósivatag marad vissza. Ez esetben a sólepárlás folyamata következtében a levegőbe került aeroszol sótartalmat hasznosítják a növények.
Vízen keresztül
A tengermelléki fajok éppúgy megélnek a só közvetlen közelében, mint brakkvizek környékén és megtalálhatóak a torkolatoktól a kontinens belsejéig. A sót vízen keresztül hasznosító halofiták vízben vagy víz közelben tenyésznek. Ha száraz és homokos talajon növekednek, akkor egy kiterjedt gyökérzettel alkalmazkodtak a környezetük feltételeihez. Iszapon, öntésterületeken tenyésző halofiták, ahol a vízfelvétel lehetősége közvetlen úton történhet, kisebb gyökérzettel rendelkeznek. Egyes zárt növényformációt képző telepek tengervízzel elegyedett folyódeltákban és torkolatokban jönnek létre, míg más halofiták sókoncentrált tavaknál vagy kontinentális tengermellékeken (pl. Holt-tenger) kiterjedt nyílt homoki felszíneken fordulnak elő. Egyes területek sótartalma széles skálán mozoghat; megegyezhet a tenger sótartalmával (~3,5%), de akár elérheti egy telített nátrium-klorid oldat koncentrációját (30%) is. A talajon és vízen keresztüli sóhasznosítás között számos átmeneti forma létezik. Néhány faj (Sedum-fajok) olyan sziklákon telepedtek meg, ahova a víz dagály esetén sem ér el, csupán a tengeri harmat vagy permet közvetíti a sót a növény számára.
Talajon keresztül
A talaj sótartalmát hasznosító halofiták csaknem egésze a földbelsőben fordulnak elő, melyek a kontinentális sóterületekre specializálódtak. Ők kizárólag a talajon keresztül veszik fel a sót. Képviselőjük az orosz vagy kövi üröm (Artemissia rupestris), szeldeltlevelű üröm (Artemissia laciniata) vagy a siskanád (Calamagrostis epigeios). Sivatag- vagy sztyepprégiókban felbukkanó növények, mint pl. a laboda (Atriplex) nemzetség fajai vízhez nem kötődő indifferens halofita fajok.

## A talaj sótartalma szerinti osztályozás
A talajok sótartalma szerinti osztályozás ezrelék (1‰ = 1 g/kg) alapú felosztásra épül. Mivel a talaj és a víz sótartalmát hasznosító halofiták fedik egymást, ezért az osztályozás mindkettőre érvényes és egyúttal a geológiában és talajtanban is alkalmazható.
- Oligohalofiták (görög oligos = kevés) 0,5-5‰-es sókoncentrációt viselnek el és nagyon szűk sótoleranciával rendelkeznek. A legtöbb tengermelléki és kontinentális faj ide tartozik.
- Mesohalofiták (görög meso = közepes) olyan növények, melyek 5-18‰ sókoncentráció elviselésére képesek. Ilyen növényközösségeket közepes sótartalmú mocsarakban vagy tavak mentén találhatunk.
- Polyhalofiták (görög poly = sok, több) mintegy 30‰-es sókoncentrációjú talajon megélnek. Ezek olyan növények, melyek különösen magas sótartalmú tavakban élnek.

## A só hatása a növényre
A só hatása három módon válik láthatóvá. Amíg nem halofita növényeknél ez károsodáshoz vezet, addig a halofita növények eltérő mechanizmussal alkalmazkodtak hozzá.
- 1. Ozmotikus hatások megnehezítik a vízfelvételt (fiziológiai szárazság).
- 2. A nátriumtöbblet hatására egy ionegyenlőtlenség következik be. Nátrium által indukált káliumhiány következik be.
- 3. A sóionoknak eltérő speciális hatásai vannak a különféle anyagcserékre. Például a fehérje anyagcserében léphetnek fel ingadozások, pentózfoszfát-ciklus aktivitásának növekedése vagy a glikolízis csökkenése.

A talaj sói közül a nátrium-klorid mutatja a legnagyobb mértékű toxicitást és a legtöbb helyen ez van a legnagyobb mennyiségben. Ezt követik a kalcium-klorid, magnézium-klorid, nátrium-szulfát és magnézium-szulfát.

## Fekvés
A halofiták Arktisz és Antarktisz kivételével minden kontinensen elterjedtek. Európai tengerterületektől humidabb, trópusi esőerdőkig és arid sósztyeppekig. Tengerpart közeli szigetektől, alpesi területekig egészen 3100 méter tengerszint feletti magasságban létrejött sós tavak és sós források mellett, a sivatagok (Szahara) nátrium gazdag homokján. Amellett, hogy ilyen széles körben elterjedtek, ki kell emelni, hogy az előfordulási súlypontjuk mégis a trópusokra és a mérsékelt övre tehető.
Biogeográfiai szinten a legtöbb faj elterjedési területe viszonylag szűk. Világszerte elterjedt, ún. kozmopolita növények ritkák a halofiták között és az a néhány is az obligát halofita csoportba tartozik, mint például a Salvadora persica.
Elsődleges elterjedés
Minden természetes és természetközeli élőhely az egyes halofita növényfajok ritkasága miatt védettek. Ezeket a nem ember által vagy hatására létrejött élőhelyeket elsődleges élőhelyeknek nevezzük. Ezek többnyire egy nagy populációsűrűséget mutatnak. A fajsokféleség viszont az élőhely extremitása miatt gyakran alacsony szintű.
A két legfontosabb tengermelléki halofita élőhely a mérsékelt öv sórétek és mezői és a trópusok valamint szubtrópusok mangrove erdei. Majdnem minden halofita, még ha csak részben is, kiszáradás-rezisztens, és egy konkrét lokális vízálláshoz alkalmazkodott, ahol egy folyamatos sófelhígulás adott.
Sórétek

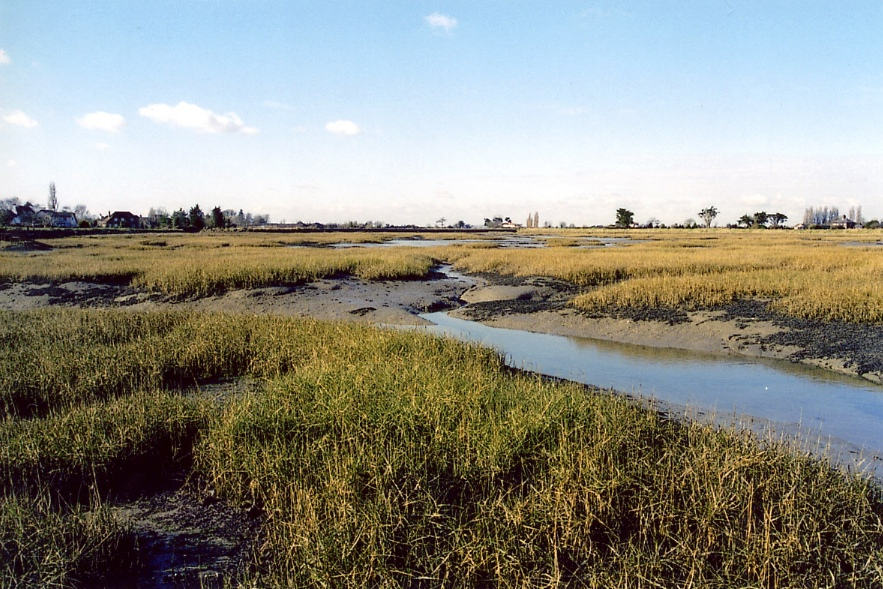
Sórétek Angliában, Chichester környékén

A mérsékelt öv part menti laposaiban jönnek létre, ahol egy közepes vízállású iszapterület van, melyek magasabb vízállás idején elöntés alá kerülnek. Az ilyen sótartalmú vidékek, ún. sórétek számos virágos növény számára nyújtanak élőhelyet, melyek ezekhez az extrém feltételekhez alkalmazkodtak. A sórétek benépesítése a vízállás magasságának és időtartamának, valamint a sótartalom függvényében alakul és ezek zónákat alakítanak ki a vegetációban.
Németországban a sórétek többsége védett és az Alsó-Szász Watt-tenger Nemzeti Park (Nationalpark Niedersächsisches Wattenmeer) területén találhatóak.
Mangroveerdők

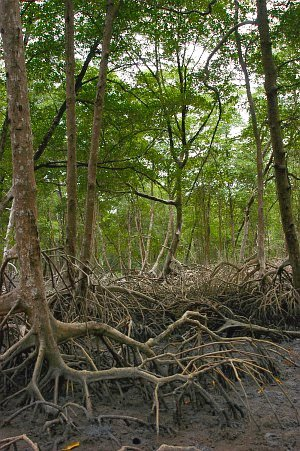
A mangrovék nem csak a környezetük éghajlatához alkalmazkodtak, hanem a sóviszonyokhoz is.

Az árapályzóna lapos, trópusi partvidékén található az örökzöld mangrovék ökoszisztémája. Különösen a meleg egyenlítői területeken keletkeznek több, mint 30 m magas, fajszegény árapályerdők. A mangrovefák (50-55 faj) azon ritka fásszárúak közé tartoznak, melyek egy széles sórezisztenciával rendelkeznek. Feltűnőek a gyökér talaj feletti részei (pl. az állógyökerűeknél a Rhizophoreae családból vagy Pneumatophoráknál az Avicennia fajoknál, stb.), melyek a földalatti oxigénmentes üledékben lévő gyökérrendszereket is ellátják oxigénnel és még erősítik a növény állékonyságát. Hogy pontosan milyen mértékben stabilizálja és védi a partvonalat a mangrovefajok gyökerei által felfogott üledék, napjainkig is vitatott, de tény a pozitív hatása; pl. felfogja vagy csökkenti a cunamikat.
További előfordulások
Közép-Európában a sókoncentrációjú élőhelyek viszonylag ritkák. Ismertebbek a Kyffhäuser hegyvidék Thüringenben, az ún. Pannlake a Hollerland Természetvédelmi Területen vagy az ún. Salzlacke Burgenlandban a Fertő-tó közelében. A tengerparttól távol eső területeken kialakuló sós élőhelyek esetében két tényező lényeges: A felszín alatt sótartalékok találhatóak és legalább némely évszakban nagyobb párologtatás szükséges, mint amennyi a csapadék, ezáltal a feljuthat a só a felszínre és nem mosódik ki. Éppen az ilyen helyeken nem csak nátrium-klorid fordul elő, hanem magnézium-klorid, karbonátok és szulfátok is.
A hegyvidékeken kevesebb a halofita növény, alapkövetelmény a sziklákba zárt só vagy a sóforrások és sós tavak ezekhez a különleges élőhelyeknek a kialakulásához. Napközben a növekvő talajvíz hőadszorpcióval szolgál úgy, hogy az éjszaka alatt a hidegtől nem pusztulnak el a növények. Tengerparti meredek sziklafalakban is tipikus sótoleráns növények fordulhatnak elő, mint pl. a tengerikömény (Crithmum maritimum), tengeri mustár (Cakile), tengeri- vagy vadrépa (Beta maritima) és sóvirágok (Limonium). Képesek a gyökerüket mélyen a sziklákba horgonyozni, hogy a viharok nehogy lemossák őket.
Nagy területeket foglalnak el halofiták a Föld száraz (arid) vidékein, melyek többnyire csak annyi csapadékot kapnak, hogy mellette a párologtatás hatására feljövő talajvízzel kialakulhat a felszínközeli és felszíni sókoncentráció. A száraz területek sótűrő növényeit xerohalofita növényeknek nevezik.

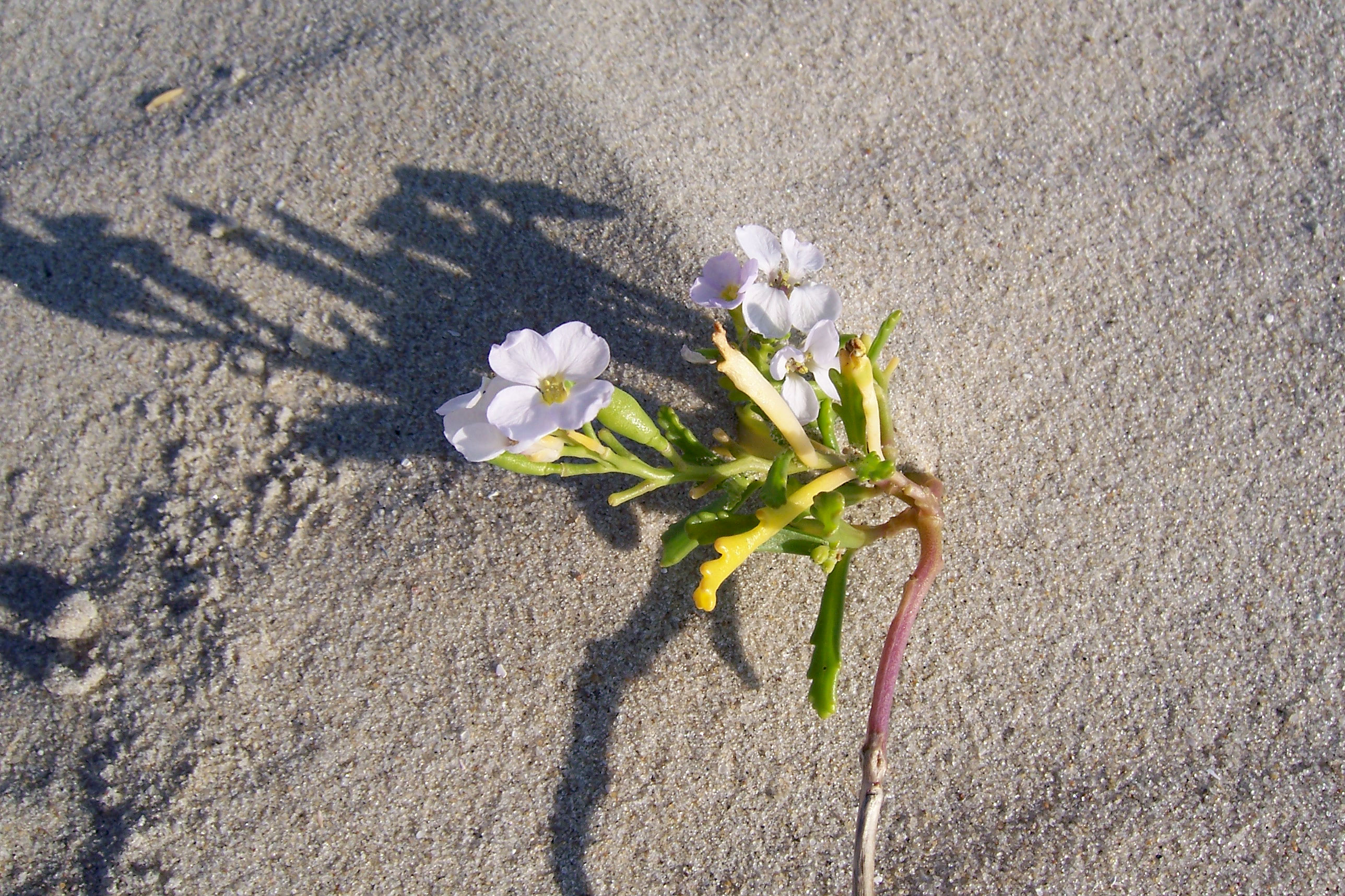
Európai tengeri mustár (Cakile maritima).

Néhány xerofita vegetációtípus bemutatása:
- Ebro-medence (Spanyolország) lefolyástalan, kontinentális klímájú, sós tavakat magába foglaló vidék. A gipsztartalmú talajon számos endemikus gipszofita növény él, mint pl. Lygeum spartum.
- Ausztráliában a Chenopodiaceae-félsivatag (Saltbush) nagy területet borít a kontinens déli féltekén. A sós talajon (csupán 0,1% klorid) Atriplex és Maireana nemzetségek számos faja tenyészik, míg a homokterületeken nem halofiták (akáciák, stb.) nőnek. A Maireana bokrok 300 éves korukig is eléldegélhetnek.
- Irán, Afganisztán és Közép-Ázsia nagy területein találhatóak sós talajú élőhelyek. Közép-Afganisztánban még 3100 méter tengerszint feletti magasságban (Dasht-e-Nawor) is előfordulnak halofita növények. Az iráni Kawire-medence többszörösen extrémen sózott és egyáltalán nincs rajta vegetáció. A peremeken tipikus halofita Chenopodiaceae gazdagság uralkodik. A közép-ázsiai sivatagokban nedves mélyedésekben, süllyedésekben és sós tavak mentén fordulnak elő halofiták. Ezen területek leginkább sórezisztens faja a Halocnemum strobilaceum (Chenopodiaceae). A Karakum-sivatag karakterisztikus növénye a Haloxylon persicum (Chenopodiacaea). Közép-Ázsia sótartalmú területei elnyúlnak egészen a Kaszpi-tengeren át egészen Európaig. A Krim félsziget északi részén található egy időszakosan kiszáradó tengerszem (Sivash), ahonnét a szél felkapja a sót és északra szállítja, ahol a talajok szódásodását, szolonyecesedését, szikesedését okozza. Dél-Oroszország sós talajait szoloncsák típusú talajnak hívják.
- Európáig elhúzódó sós élőhelyek a Kárpát-medencebe is kifli vagy újholdszerűen benyúlnak. Foltokban jöttek létre kis kiterjedésű sós élőhelyek, ún. elsődleges szikesek, melyek számos védett értékes faj számára adnak otthont, egyesek a Kárpát-medencében fejlődtek új fajjá (bennszülött = endemikus). A kárpát-medencei elsődleges szikesek mellett emberi hatásra napjainkban nagy kiterjedésű másodlagos szikesek jönnek létre, kevesebb fajjal, többnyire sótűrő gyomnövényzettel.
- Észak-Amerika Great Basin (Nagy-medence) nevű vidékén a nagy sós tó környékén nagy kiterjedésű sós területek vannak. A legfontosabb faja a területnek az Atriples confertifolia, mely USA területén mintegy 150 000 km²-t borít. Death Valles és San Joaquin Valley területén Kaliforniában bóraxgazdag sótartalmú élőhelyek terülnek el, melyeket főként az Atriplex hymenelytra, Suaeda torreyana és Bassia-fajok népesítik be. A dél-amerikai Pampa területén olyan sótartalmú területek fordulnak elő, melyek szódásodása elérheti akár a 10-es pH értéket és ahol különösen a Distichlis-fajok nőnek. A pampák száraz nyugati részén felerősödött klorid-szulfát szikesedés lép fel.

Másodlagos elterjedés
Az elsődleges sótartalmú területek mellett van számos másodlagosan, ember hatására (antropogén úton) kialakult sós élőhelyek, pl. hegyi sétautakon, iparterületeken, stb. Az ilyen élőhelyek növényei a ruderális vegetációhoz tartoznak, mivel többnyire gyomfajon tartoznak ide. Lényeges faktor a megnövekedett sótartalom, mely különféle folyamatok hatására (pl. utak sózása) következett be, mechanikus zavarások csak másodlagosan játszanak szerepet. Másodlagos sótartalmú területek szigetélőhelyekkel szolgálnak a halofiták és sótűrő állatfajok számára, és ezzel a biogeográfiai kutatás számára is jelentőséggel vannak. Érdekesek a kálisó iparterületeken visszamaradt „szigethegyek”, melyek kultúrtájképi jelentőséggel is bírnak. Az ilyen élőhelyeken olyan fajokat figyelnek meg, melyek addig csak az elsődleges sós élőhelyekre voltak jellemzőek. Tekintettel az egyes halofita fajok populációnagyságára, időközben ezek a másodlagos élőhelyek refúgium értékkel bírnak.

## Alkalmazkodási stratégiák
Halofita növények változatos stratégiákkal alkalmazkodtak a sóterheléshez. Azt a képességet, hogy a növényi szubsztrát sótartalmát sóreguláció útján távol tudják tartani a protoplazmától, vagy képesek egy fokozott ozmotikus nyomás és iontoxikus sóterhelést elviselni, sórezisztenciának nevezik. A rezisztencia tehát a kulcsfogalom a reguláció és tolerancia mellett.
A sórezisztencia morfológiai és fiziológiai alkalmazkodásban nyilvánul meg, melyek egymást kiegészítik.
'Sóreguláció'
Kirekesztés
A kirekesztés (angolul exclusion) olyan stratégia, mely esetén eleve nem történik meg a só felvétele, vagy legalábbis nem jut el a fiatal, növekvésben lévő hajtásokba.
Kirekesztés a gyökéren
A kirekesztés, vagy más néven sószűrés folyamatában már a gyökérzet esetében korlátozódik a sóionok felvétele. Mint minden növény esetében, a mangrove fajoknál is az ellenőrizetlen apoplasztikus vízfelvételt a Caspari-csík megakadályozza. A sejtmembrán ioncsatornái sokkal szelektívebben hatnak, mint a nem halofita növények esetében. Ennek hatására, hogy olyan ionok, mint a nátrium és a klorid felvétele csaknem teljesen gátolva van, míg fontosabb ionok, mint a kálium akadály nélkül felvehetőek. A gyökérzet xilémnedve a talajjal ellentétben sószegény. Egy mangroveerdőszéli cserje (Conocarpus erectus) esetében csupán 17,6 mol/m³ klorid és 7,5 mol/m³ nátriumot mértek a vessző xilémnedvében. Összehasonlításképpen, a tengervíz esetében ezek az értékek 465 mol/m³ klorid és 362 mol/m³ nátrium.
Kirekesztés a hajtásban
A száraz sóterületeken növő Prosopis fracta nevű növény esetében a nátriumionok a bazális növényrészekben maradnak vissza (sodium retention), mint pl. a gyökérben és a törzsben. A fertőtavi mézpázsit (Puccinellia festuciformis - szin: Puccinellia peisonis) esetében hasonló a helyzet. A Diplechna fusca esetében a levélhüvelyben halmozódnak fel a nátrium- és kloridionok.
Azáltal, hogy a bazális, de idősebb növényi részekben is felhalmozódhat az ionkoncentráció, a fiatal hajtásokban és a fiziológiailag aktív levelekben alacsony szinten tud maradni ez a szint.
'Kiválasztás'
A kiválasztás olyan stratégia, amikor a sóionokat a növény már felvette, és ezután kiválasztja. Ezen belül változatos módszerek alakultak ki. A kiválasztási mechanizmusok nagyon hatékonyak, ugyanakkor rendkívül energiaigényes módszerek; a felvett sót közvetve kiválasztani úgy, hogy közben egy állandó sóértéket biztosítson a sejtben.
Sókiválasztó hólyagszőröcskék

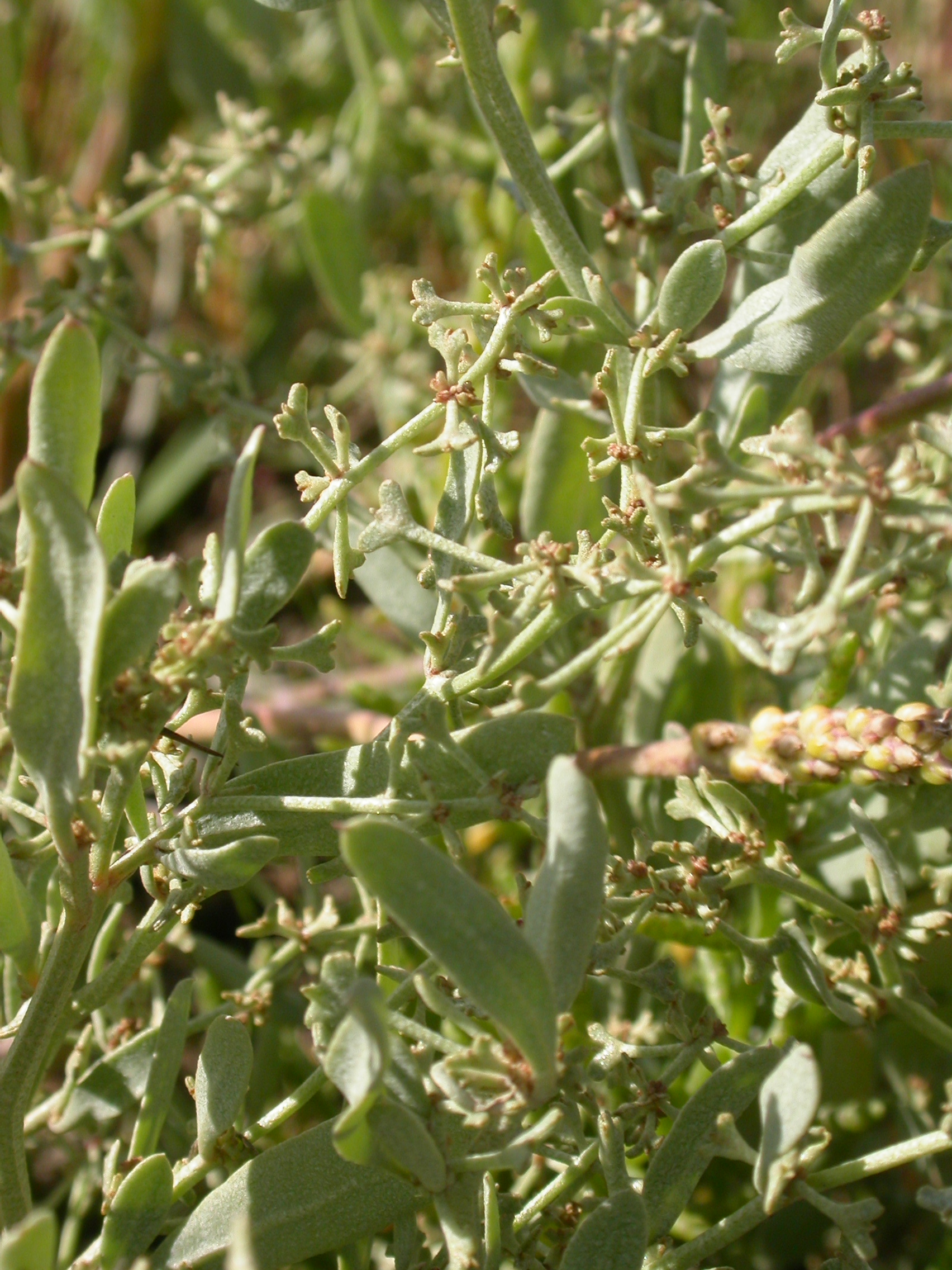
A Halimione pedunculata faj esetében jelentős a hólyagszőrök által leadott ionmennyiség.

A sóleadó szőrök vagy hólyagszőrök viszonylag gyakran fordulnak elő a libatopféléknél (Chenopodiaseae). Ezek specializálódott szőrök (trichomák) a levélfelületen, melyekbe aktív ionok szállítódnak. A szőröcskék lehalnak, kipukkannak, az ionok lemosódnak és ilyen módon kerülnek eltávolításra a növényből. A hólyagszőröcskék többnyire két sejtből állnak. Egy majdnem teljesen nedvvel kitöltött sejtnedvüregből áll a felső hólyagsejt, mely egy vezikuláris-, plazma-, mitokondrium- és kloroplasztiszban gazdag „nyélsejten” ül. Az utóbbi gödörkék révén köti össze a hólyagsejtet a levélszövettel és egy fontos anyagcsereszereppel bír, mely a nátrium-klorid szállításért és az azt követő akkumulációért felelős. A sók az energiahasznosítás (ATP) alatt a nyélsejtből a rajta ülő hólyagsejtbe szállítódnak, ahol felhalmozódásra kerülnek. Amikor a szőröcske már elegendő sót vett fel, egy törési ponton eltörik és leesik a talajra. Ha ebben a mechanizmusban hiba történik, akkor ki is fakadhat a szőröcske hólyagsejtje és a csapadék ereje fogja ki- és lemosni a növényről a sót.
Egyes fajok, mint az Atriplex halimus vagy a Halimione portulacoides a felvett sóionok több mint 80%-át ki tudják választani ezzel a módszerrel a hólyagszőröcskéken keresztül.
Sómirigy
Sok halofita növény a levélfelületükön lévő speciális sómirigyek segítségével szabadul meg a felesleges sóktól. Az exkréció és szekrécióval szemben itt egy olyan elválasztásról beszélünk, melyet csak rekréciónak neveznek; vagyis a növény úgy adja le az anyagokat, ahogyan felvette azokat anélkül, hogy bármilyen szerepet betöltött volna.
Az egyes halofiták sómirigye nagyon eltérő felépítésű és funkcionalitású bélyegeket mutat. Az egyik legegyszerűbb forma a Spartina nemzetségnél figyelhető meg.
A közönséges sóvirágnál (Limonium vulgare) nagyon összetett felépítésű a sómirigy, úgy gondolják, hogy itt még kapcsolódik a rendszerhez az exocitózis is, mint anyagszállító. Úgy működnek a felhalmozott sóvezikulumok, hogy a rekréciós sejt membránján keresztül jönnek és a pórusokon át a felszínre kerülnek. Így a levél külső felületén kis makroszkopikus sókristályok képződhetnek. A sómirigyek száma is eltérő lehet a levelekben. Míg a sóvirágnak 3000 sómirigye lehet cm²-enként, addig a pázsitszegfűnél (Armeria maritima) csupán 590 sómirigyet, a bagolyfűnél (Glaux maritima) 800 sómirigyet számoltak össze egy cm²-en.

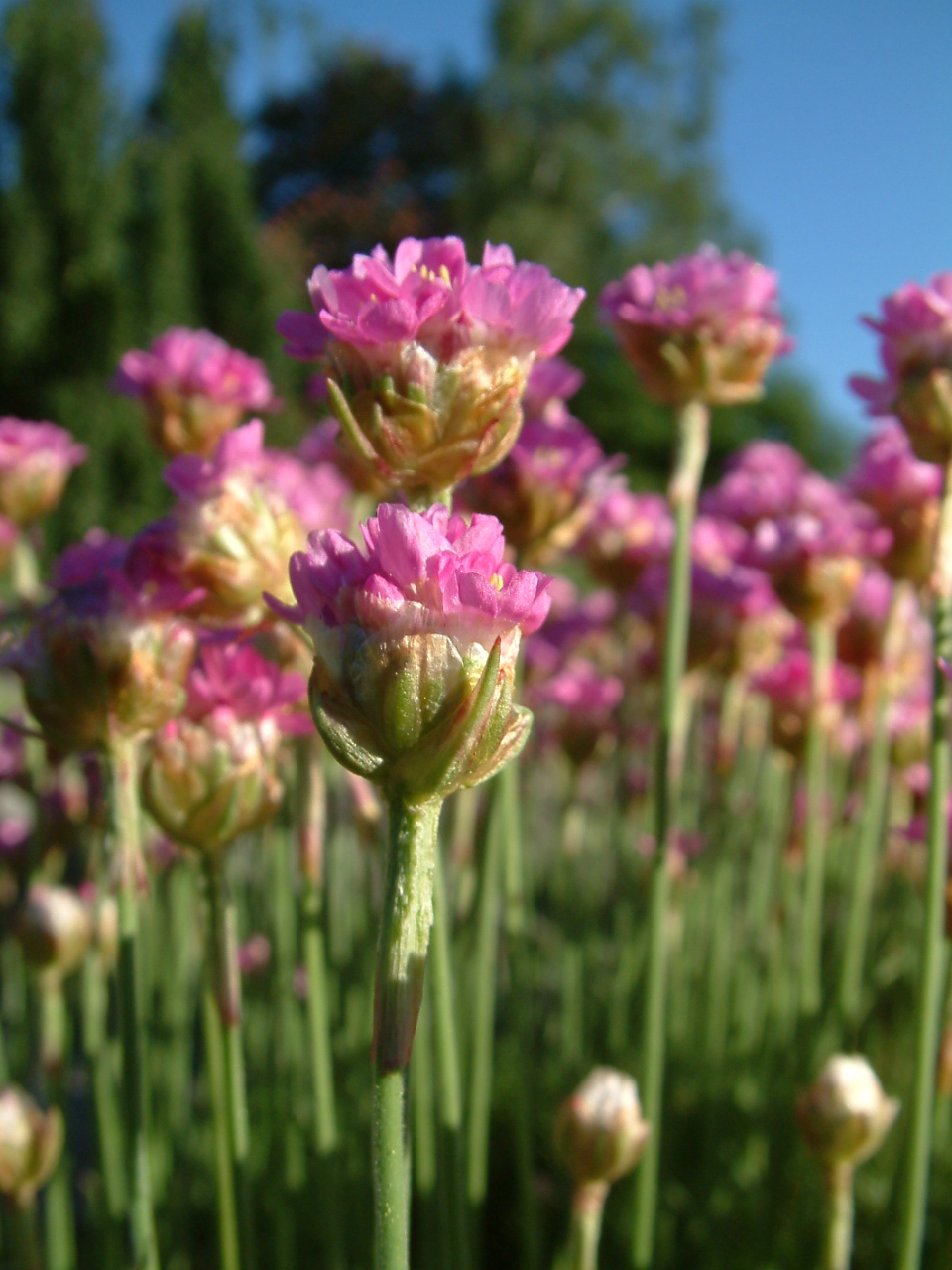
Pázsitszegfű (Armeria maritima) sómirigyekkel rendelkezik.

Kiválasztva specifikusan csak nátrium- és kloridionok vannak, a kálium a növényben visszamarad úgy, hogy a kálium/nátrium szint a növényben magas marad. A sómirigyeken keresztül kiválasztott sómennyiségek elég magas értékeket érhetnek el. A Diplachne fusca nevű halofita növény a felvett sómennyiség ötszörösét is képes kiválasztani, a Spartina alternifolia csak a felét. Az Aegialitis annulata nevű mangrovefaj fiatal leveleiben lévő sómennyiség 38%-át képes 12 óra alatt kiválasztani. A sókiválasztás energiaigénye óriási. A tamariskánál (Tamarix) egy mol nátrium-klorid kiválasztásához 20-24 mol ATP-re van szükség.
Növényi részek ledobása
Egyes növények a sóionokat az idősebb levelekben tárolják, amíg el nem érik a toxicitási maximumot. Mielőtt a növény ledobná ezeket a leveleket, kiszívja belőlük a még használható tápanyagokat (nitrogén), majd ledobja a levelet a benne összegyülemlett sóval együtt. Ezután a sorra következő fiatal levél átveszi a ledobott levél szerepét. Ismert közép-európai faj a sziki útifű (Plantagi maritima), sziki kígyófű (Triglochin maritima) és a sziki őszirózsa (Aster tripolium ssp. pannonicum).
Retranszlokáció
Retranszlokáció alatt azt értjük, amikor a növény az ionokat a levélből a háncsrészen át egészen a gyökerekig visszaszállítja, ahol a növény leadja őket. A Pappophorum pappiferum nevű édesfűfajon mutatták ki, hogy 48 óra alatt a hajtáscsúcsban lévő nátrium 35%-át adta le a gyökerén keresztül. A mangrovékra is érvényes ez a mechanizmus, vizsgálatok szerint az állandó sótartalom mellett 18 hónapig megmaradnak a levelek.
'Szukkulencia'

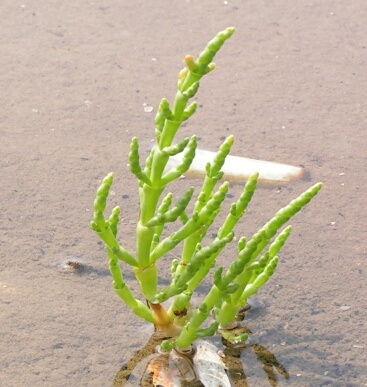
A húsos sziksófű (Salicornia europaea) egy tipikus szukkulens halofita növény.

A szukkulencia olyan stratégia, mely a felvett só „felhígítására” alakult ki; különösen klorid-halofitáknál fordul elő. Így megakadályozza a túl magas sejten belüli sókoncentrációt. A szukkulens szervtől függően megkülönböztetünk levélszukkulens fajokat (Suaeda, Spergularia, egyes mangrovefajok) és törzsszukkulens fajokat, mint például a húsos sziksófű (Salicornia europaea).
Különösen gyakori a szukkulencia a libatopféléknél (Chenopodiaceae). Számos mangrovefajnál figyeltek meg szukkulens stratégiát.
A szukkulens fajoknak olyan, húsos levelük, feldagadt hajtásuk vagy gyökerük van, amely módosult többszintes raktározó szövetében vizet raktároznak. A levelek, melyekben a parenchima sejtek eltérő számúak és nagyságúak, redukált levélfelületűek és a nyélben szűkülőek, hogy ezzel is csökkentsék a párologtatást. Minden „felhígító” alapja a víz összegyűjtése, az oldódási tér nagyobbodása és a sókoncentráció csökkentése.
A só raktározásának alternatív módja, hogy a felesleges sókat az egész növényi testben raktározzák el, így csökkentve a sókoncentrációt. Az egyéves sziksófűnél vagy a sziki szittyónál a vegetációs idő már befejeződik, amikor a sókoncentráció letálissá válik. A sókkal túlterhelt növény barnáspirosra színeződik (ez stresszbélyeg) és végül elpusztul.

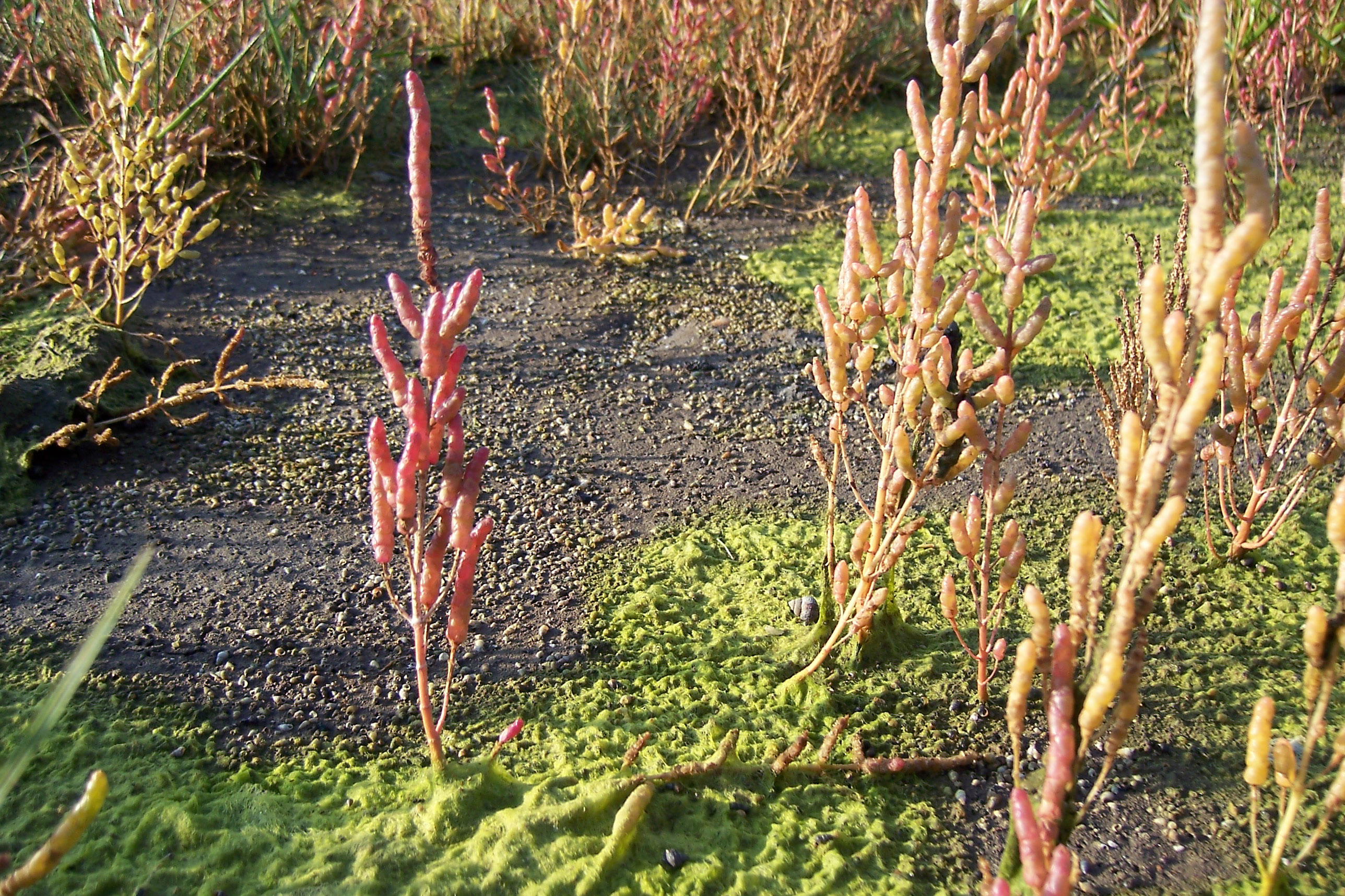
Ősszel vörösre színeződött sziksófű.

A felvett ionok különböző eloszlása a sejtalkotórészeken összefügg a szabályozó és toleráló alkalmazkodási mechanizmussal. Olyan növényeknél, melyek sót raktároznak és enzimjeik sóérzékenyek, kialakulhat a citoplazmájukban nemkívánatos ionkoncentráció. Ezért a sóionok túlnyomó részét a vakuólumba zárja. Különösen érvényes ez a nagy vakuólumokkal rendelkező szukkulens fajokra. A citoplazmának és a kloroplasztoknak így viszonylag alacsony a sóion-koncentrációja. A vakuólumok ionszállítása membrán-ATP-vel megy végbe. A vakuólumok és a citoplazma között keletkezett ozmotikus nyomásbeli eltérést a compatible soutes (lásd. lejjebb) egyenlíti ki.
'Tolerancia'
Larcher a következő képen definiálta a sótoleranciát: A sótolerancia a rezisztencia protoplazmatikus komponense, mégpedig az a képesség, hogy a sóstressz folyamán fellépő ioneltérést és az ionkoncentráció növekedésével járó toxikus valamint ozmotikus hatást többé-kevésbé a növény képes elviselni, a növényfaj, szövet típus és a vitalitásának függvényében. Ezt a sótoleranciát többféle biokémiai mechanizmus váltja ki.
Membránösszetétel
A halofiták más sejtmembránbeli összetétellel rendelkeznek, mint a nem halofita növények. A telített zsírsavak nagyobb mennyisége megakadályozza a membrán viszkozitását és ezzel a sóionok kilépését a vakuólumból.
Ionpumpa-mechanizmus
Az ionpumpa-mechanizmus egy szállítómechanizmus-típus.
A nátrium- és kloridionok akkumulációja pH-gradiens függő, amit a tonoplasztikus-ATP folyamat épít fel. A vakuólum és citoplazma közötti pH-gradiens teszi lehetővé a H+/Na+ visszaszállítását, mely által a nátrium a vakuólumba jut. A Plantago maritima esetében csak sóstressz esetén van H+/Na+ visszaszállítást.
Ozmoprotektánsok
A vakuólumban az akkumulált anorganikus sóionok hatására egy koncentrációkülönbség jön létre a citoplazmával szemben. Hogy ezt az ozmotikus potenciált ki lehessen zárni, a halofiták szerves molekulákat szintetizálnak, melyeket a citoplazmában és a kloroplasztban akkumulálnak. Az így keletkező nem toxikus termékeket ozmoprotektánsoknak (gyakori angol elnevezés még: compatible solutes – kompatibilis oldott anyag). A nem toxikus termékek mennyisége a sóstressz (illetőleg ozmotikus stressz) mértékétől függ.

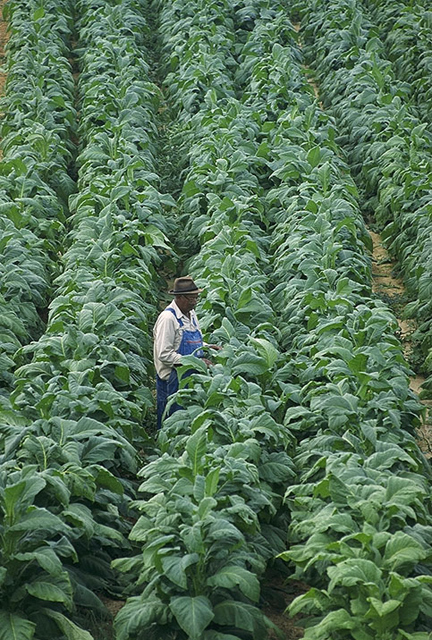
Dohányültetvény.

Gyakori nem toxikus termékek az aminosavak (prolin), glicinbetain, cukrok, ciklikus cukoralkoholok. Cukoralkoholok különösen mangrovék esetében lépnek fel. Néhány tengerparti alga, mint pl. a Dunaliella glicerolt akkumulálnak, mások, mint a Chlorella szacharózt.
Olyan termékeket, melyek a sótoleranciát ténylegesen növelik, a transzgén dohány esetében is kimutatták. A dohány igazából sóérzékeny. Genetikailag módosították a növényt úgy, hogy a mannitol-1-foszfát-dehidrogenáz enzimre ható gént ültettek bele, mely a mannit akkumulálásáért felelős és így olyan sóterhelt talajon is megél a növény, melyen a vad alak nem.
Egyes növények nagy mennyiségű szerves komponenst raktároznak a vakuólumukban, hogy ezzel fenntartsák a vízfelvételhez szükséges ozmotikus nyomást, és így nincsenek rászorulva a sóionok felvételére. Az ilyen termékekhez tartozik az oxalát, maláta, aszparát és szacharóz. Különösen a sziki ürömnél, sóvirágnál magas ezeknek az anyagoknak a szintje.
Fotoszintézis mechanizmusa
Egyes növényeknél a sóstressz hatása a CAM-fotoszintézist aktiválja. Ez lehetővé teszi az alacsony vízpárologtatás melletti fotoszintézis lehetőségét. Ez csökkenti a víz felvételét a talajból és így a sófelvételt is. Így csökken a növény sóterhelése is. Ezekhez a fakultatív CAM-növényekhez tartozik a jeges kristályvirág (Mesembryanthemum crystallinum), hottentottafüge (Carpobrotus edulis). A sziki útifű C4-es növény révén rendelkezik egy vízspóroló fotoszintézis-típussal.

## Funkció és hatás
A halofiták, mint a sziksófű vagy a sziki sóballa pionír növények, melyek a tengermellékeken elősegítik a szedimentációt és a sórétek keletkezését. Amíg a gyökerek megkötik a talajt, addig a növény felső része csökkenti a vízmozgást. A só és egyéb üledékek lerakódnak a növény gyökerei és egyéb részei között. Ha ez a folyamat hosszan tart, a talaj lassan kiemelkedhet a vízszint alól, és újabb növények telepedhetnek meg rajta.
Egyes növénytársulások (mangroveerdők) védenek a szél- és hullámerózió, a viharok és cunamik ellen.

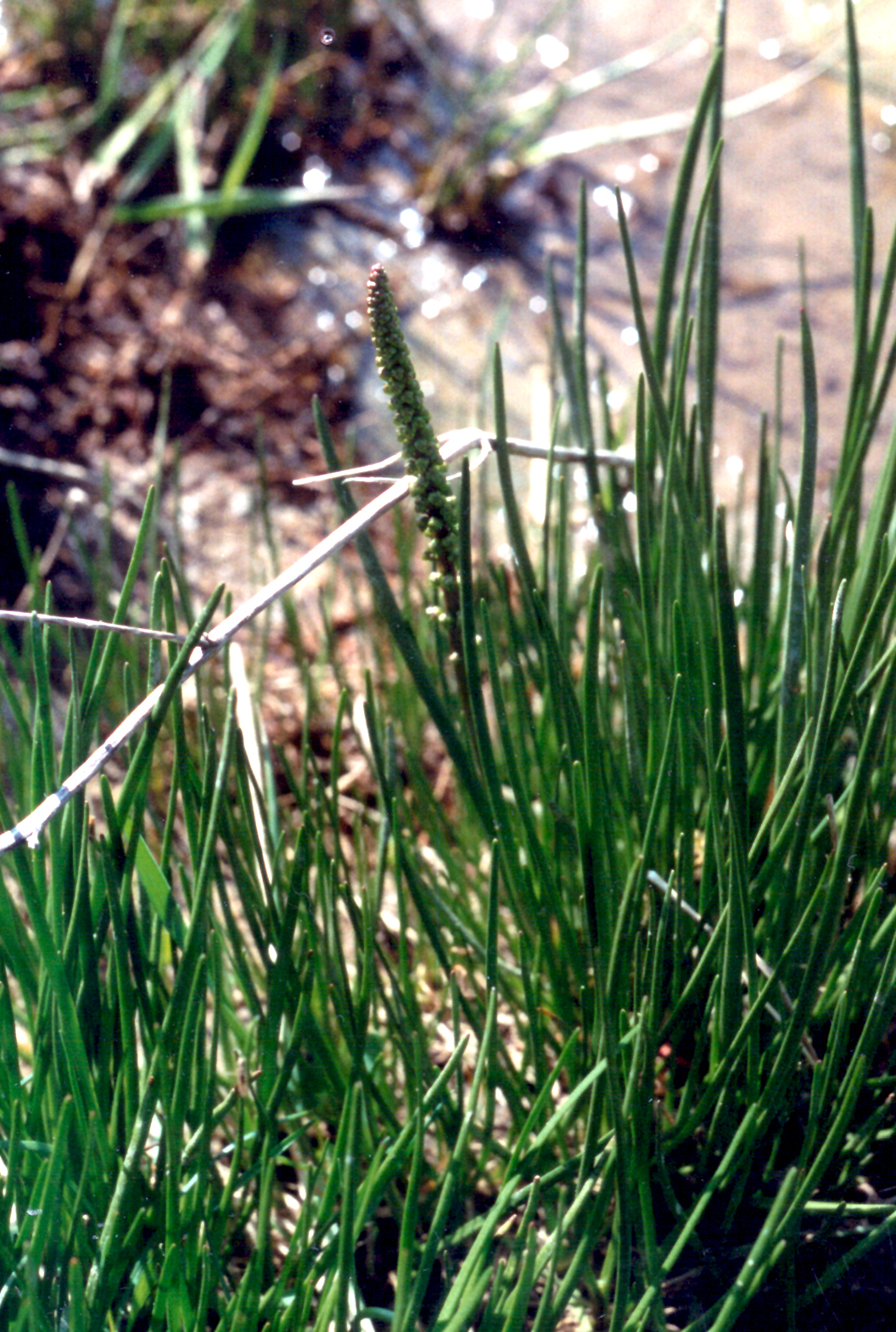
A sziki kígyófű (Triglochin maritimum) jó ízt ad az ételeknek.

Egy további természetes hasznuk a tengerpartok erózióvédelme. Egyes növények (Ammophila arenaria, Elymus arenarius) gyökérzete mélyre hatol a talajba, és megköti azt, és ezután a víz már nem tudja elszállítani a homokot, kavicsokat és az iszapot. Ez csökkentheti vagy meg is állíthatja az öblökben a víz előretörését.
A kairói Állami Kutatóintézet Desert Research Center módszerek után kutat, melyekkel egyiptomi sivatagi területeket hasznosítani lehetne. A Maryout Experimental Station öleli fel a majd négy hektárnyi kutatási területet, melyen a DRC 1968 óta vizsgálja az állatok és kultúrnövények viselkedését extrém feltételek mellett. Elsősorban azt vizsgálják, hogy milyen sikeresen élnek meg kecskék, birkák, nyulak vagy tevék olyan növényeken, melyek magas sótartalmú talajokon élnek. Eddig főként két sótűrő növényfajra vizsgálták az állatok növekedést, termékenységet, húsminőséget összehasonlítva normál étrendű állatok teljesítményeivel. A vizsgálatban az Atriplex halimus és az Acacia salina csupán a növekedést korlátozza, ami zsírokban gazdag étrend-kiegészítés esetén ellensúlyozható. Ezek a fajok ma különösen száraz helyeken jelentik a táplálékforrást. Egyúttal a halofitákat földek stabilizálására is használják, anélkül, hogy ez a gabona növekedését korlátozná. Időközben a sónövényekkel hasznosított terület jócskán kiterjedt a sivatagokban.
Északi országok sok sóréti növényt élelmiszerként is alkalmaznak a konyhában. Közülük egyesek, mint a sziki útifű, sziksófű, sziki kígyófű ínyenc, sós, borsos ízt adnak az ételeknek. Nemcsak természetes jódforrások, de egyéb, fontos ásványi anyagokat és tápanyagokat is tartalmaznak.
A halofiták elégetése után visszamaradt hamut egykor üveg és szappan előállításához is felhasználták.